# Département de San Roque
Pour les articles homonymes, voir San Roque.
Le département de San Roque est une des 25 subdivisions de la province de Corrientes, en Argentine. Son chef-lieu est la ville de San Roque.

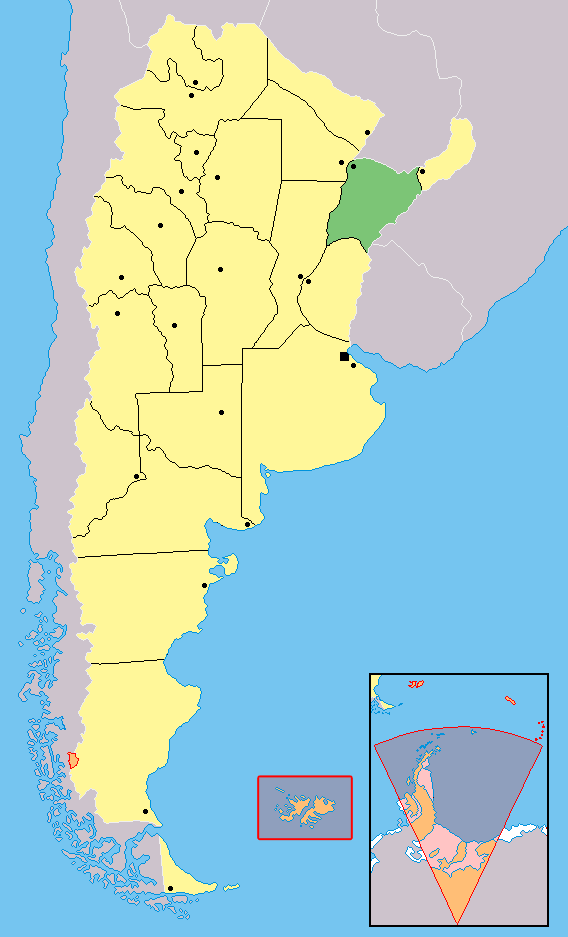
Localisation de la province de Corrientes en Argentine.

D'une superficie de 2 243 km2, sa population s'élevait en 2001 à 17 951 habitants.